# Predrag Bošnjak
Predrag Bošnjak (sinh 13 tháng 11 năm 1985) là một cầu thủ bóng đá Hungary thi đấu cho Szombathelyi Haladás.

## Sự nghiệp
Sinh ra ở Subotica, SR Serbia, Nam Tư, anh thi đấu ở nhiều câu lạc bộ hạng thấp của Serbia trước khi chuyển đến Hungary năm 2010.
Năm 2014, anh ra mắt Đội tuyển bóng đá quốc gia Hungary.